# Ronnie Earl
Ronnie Earl, geboren als Ronald Horvath (New York, 10 maart 1953), is een Amerikaanse bluesgitarist.

## Biografie
Earl studeerde aan de Boston University, waar hij zich interesseerde voor het plaatselijke bluescircuit. Hij werd lid van een band in Cambridge en nam de artiestennaam Earl aan ter ere van zijn voorbeeld Earl Hooker. In 1977 maakte hij zijn eerste opnamen, eerst met Guitar Johnny & the Rhythm Rockers, daarna als mede-oprichter van Sugar Ray & the Bluetones met Sugar Ray Norcia. In 1979 ging hij naar de band Roomful of Blues, waarbij hij acht jaar bleef.
Daarnaast formeerde Earl begin jaren 1980 zijn eigen band The Broadcasters. In 1983 bracht hij zijn eerste soloalbum Smokin'  uit, waarna in 1984 They Call Me Mr. Earl volgde. In 1987 verliet hij Roomful of Blues en concentreerde hij zich op zijn solocarrière, voordat hij in het opvolgende jaar de Broadcasters weer nieuw leven inblies met Darrell Nulisch (zang), Jerry Portnoy (mondharmonica), Steve Gomes (bas) en Per Hanson (drums). In 1988 verscheen het album Soul Searchin' , in 1990 Peace of Mind en I Like It When It Rains (live) en in 1991 Surrounded by Love (met Sugar Ray Norcia).
Begin jaren 1990 overwon Earl zijn drugs- en alcoholprobleem en formeerde hij de Broadcasters opnieuw met Bruce Katz (orgel), Rod Carey (bas) en weer Per Hanson. De stijl werd meer jazzig. Er ontstonden de albums Still River (1993), Language of the Soul (1994), Blues Guitar Virtuoso Live in Europe (1995), Grateful Heart: Blues and Ballads (1996) en The Colour of Love (1997). In 1997 won Earl een Handy Award als beste blues-instrumentalist.
Tijdens deze periode leed Earl aan manische depressies. Hij ontbond de band en laste een onderbreking in. In 2000 nam hij met de organist Jimmy McGriff het album Healing Time op. In 2001 volgde Ronnie Earl and Friends, in 2003 I Feel Like Goin' On, in 2004 Now My Soul en in 2005 The Duke Meets the Earl met de bluesgitarist Duke Robillard. Na het uitbrengen van een Best of-compilatie in 2006 verschenen verdere albums: in 2007 Hope Radio, in 2009 Living in the Light, in 2010 Spread the Love, in 2013 Just for Today, in 2014 Good News, in 2015 Father's Day, in 2016 Maxwell Street en in 2017 The Luckiest Man. In augustus 2019 kwam het studioalbum Beyond The Blue Door uit bij Stony Plain Records.
- Bibliothèque nationale de France: cb14174328h (data)
- Gemeinsame Normdatei: 134612167
- International Standard Name Identifier: 0000 0000 7841 2233
- Library of Congress Control Number: n87141839
- MusicBrainz: 6b2fe9ad-1c87-47cc-8607-3278f9d695f4
- Nationale Bibliotheek van Tsjechië: xx0000745
- Nederlandse Thesaurus van Auteursnamen: 157483363
- Système universitaire de documentation: 086914081
- Virtual International Authority File: 85311440
- WorldCat: E39PBJxmJtTkgQ9KrFF4pBBkjC